# Platylabus metallicus
Platylabus metallicus är en stekelart som beskrevs av Bradley 1903. Platylabus metallicus ingår i släktet Platylabus och familjen brokparasitsteklar. Inga underarter finns listade i Catalogue of Life.